# Романенко, Илья Никанорович
Илья Никанорович Романенко (2 августа 1909, Майдановка, современный Бородянский район — 28 сентября 1982) — советский специалист по экономике сельского хозяйства, в частности животноводства, родом с Киевщины.
Доктор экономических наук — 1955, профессор, член-корреспондент и заведующий кафедрой экономики сельского хозяйства Украинской сельскохозяйственной Академии, директор Украинского НИИ экономики и организации сельского хозяйства. В 1952—1956 годах — заместитель директор Института Экономики АН УССР.
Автор более 150 печатных трудов, в частности книг «Развитие продуктивного животноводства Украинской ССР» (1957), «Экономическая эффективность интенсивных систем земледелия» (1963), «Размещение и специализация социализации сельского хозяйства» (1963), «Экономика социализации сельского хозяйства» (1966); также труды по истории сельского хозяйства Украины. В своих трудах критически оценивает состояние животноводства на Украине.